# 1676 Kariba
1676 Kariba (1939 LC) là một tiểu hành tinh vành đai chính được phát hiện ngày 15 tháng 6 năm 1939 bởi C. Jackson ở Johannesburg.